# Brad Marsh
Pour les articles homonymes, voir Marsh.
Charles Bradley Marsh (né le 31 mars 1958 à London en Ontario) est un joueur de hockey sur glace professionnel retraité qui évolua dans la Ligue nationale de hockey de 1978 à 1993 pour les Flames d'Atlanta, les Flames de Calgary, les Flyers de Philadelphie, les Maple Leafs de Toronto, les Red Wings de Détroit et les Sénateurs d'Ottawa.

## Carrière
Il fut repêché des Knights de London par les Flames d'Atlanta en première ronde, 11e au total, du repêchage amateur de la LNH 1978. Défenseur défensif s'il en est un, Marsh n'obtint que 198 points (dont un maigre 23 buts) dans toute sa carrière de 1086 matches. Mais ses aptitudes en défensive compensèrent largement. À sa retraite en 1993, il était un des derniers joueurs de la LNH à jouer sans casque protecteur.

## Vie personnelle
Il a été propriétaire d'un bar sportif, le Marshy's qui était près de l'aréna des Sénateurs d'Ottawa.
Il a été blogueur sur le site internet hockeybuzz.com entre 2013 et 2014.

## Statistiques
| Saison     | Équipe                 | Ligue      |       | Saison régulière | Saison régulière | Saison régulière | Saison régulière | Saison régulière |   | Séries éliminatoires | Séries éliminatoires | Séries éliminatoires | Séries éliminatoires | Séries éliminatoires |
| Saison     | Équipe                 | Ligue      | PJ    | B                | A                | Pts              | Pun              | PJ               | B | A                    | Pts                  | Pun                  |                      |                      |
| 1973-1974  | Knights de London      | AHO        | 13    | 0                | 0                | 0                | 2                | -                | - | -                    | -                    | -                    |                      |                      |
| 1974-1975  | Knights de London      | AHO        | 70    | 4                | 17               | 21               | 160              | -                | - | -                    | -                    | -                    |                      |                      |
| 1975-1976  | Knights de London      | AHO        | 61    | 3                | 26               | 29               | 184              | -                | - | -                    | -                    | -                    |                      |                      |
| 1976-1977  | Knights de London      | AHO        | 63    | 7                | 33               | 40               | 121              | -                | - | -                    | -                    | -                    |                      |                      |
| 1977-1978  | Knights de London      | AHO        | 62    | 8                | 55               | 63               | 192              | -                | - | -                    | -                    | -                    |                      |                      |
| 1978-1979  | Flames d'Atlanta       | LNH        | 80    | 0                | 19               | 19               | 101              | 2                | 0 | 0                    | 0                    | 17                   |                      |                      |
| 1979-1980  | Flames d'Atlanta       | LNH        | 80    | 2                | 9                | 11               | 119              | 4                | 0 | 1                    | 1                    | 2                    |                      |                      |
| 1980-1981  | Flames de Calgary      | LNH        | 80    | 1                | 12               | 13               | 87               | 16               | 0 | 5                    | 5                    | 8                    |                      |                      |
| 1981-1982  | Flames de Calgary      | LNH        | 17    | 0                | 1                | 1                | 10               | -                | - | -                    | -                    | -                    |                      |                      |
| 1981-1982  | Flyers de Philadelphie | LNH        | 66    | 2                | 22               | 24               | 106              | 4                | 0 | 0                    | 0                    | 2                    |                      |                      |
| 1982-1983  | Flyers de Philadelphie | LNH        | 68    | 2                | 11               | 13               | 52               | 2                | 0 | 1                    | 1                    | 0                    |                      |                      |
| 1983-1984  | Flyers de Philadelphie | LNH        | 77    | 3                | 14               | 17               | 83               | 3                | 1 | 1                    | 2                    | 2                    |                      |                      |
| 1984-1985  | Flyers de Philadelphie | LNH        | 77    | 2                | 18               | 20               | 91               | 19               | 0 | 6                    | 6                    | 65                   |                      |                      |
| 1985-1986  | Flyers de Philadelphie | LNH        | 79    | 0                | 13               | 13               | 123              | 5                | 0 | 0                    | 0                    | 2                    |                      |                      |
| 1986-1987  | Flyers de Philadelphie | LNH        | 77    | 2                | 9                | 11               | 124              | 26               | 3 | 4                    | 7                    | 16                   |                      |                      |
| 1987-1988  | Flyers de Philadelphie | LNH        | 70    | 3                | 9                | 12               | 57               | 7                | 1 | 0                    | 1                    | 8                    |                      |                      |
| 1988-1989  | Maple Leafs de Toronto | LNH        | 80    | 1                | 15               | 16               | 79               | -                | - | -                    | -                    | -                    |                      |                      |
| 1989-1990  | Maple Leafs de Toronto | LNH        | 79    | 1                | 13               | 14               | 95               | 5                | 1 | 0                    | 1                    | 2                    |                      |                      |
| 1990-1991  | Maple Leafs de Toronto | LNH        | 22    | 0                | 0                | 0                | 15               | -                | - | -                    | -                    | -                    |                      |                      |
| 1990-1991  | Red Wings de Détroit   | LNH        | 20    | 1                | 3                | 4                | 16               | 1                | 0 | 0                    | 0                    | 0                    |                      |                      |
| 1991-1992  | Red Wings de Détroit   | LNH        | 55    | 3                | 4                | 7                | 53               | 3                | 0 | 0                    | 0                    | 0                    |                      |                      |
| 1992-1993  | Sénateurs d'Ottawa     | LNH        | 59    | 0                | 3                | 3                | 30               | -                | - | -                    | -                    | -                    |                      |                      |
| Totaux LNH | Totaux LNH             | Totaux LNH | 1 086 | 23               | 175              | 198              | 1 241            | 97               | 6 | 18                   | 24                   | 124                  |                      |                      |